# Stephen Hopkins (politik)
Stephen Hopkins (7. března 1707 – 3. července 1785) byl americký politik, hlavní soudce Nejvyššího soudu státu Spojených států amerických Rhode Island (s oficiálním názvem "State of Rhode Island and Providence Plantations"). Byl jedním ze signatářů americké deklarace nezávislosti.

## Životopis
Jako dítě byl Stephen Hopkins vášnivým čtenářem. Studoval přírodní vědy, matematiku a literaturu. Stal se astronomem a podílel se na měřeních během průchodu Venuše přes Slunce v roce 1769. Svou veřejnou službu začal ve věku 23 let jako soudce v nově založeném městě Scituate ve státě Rhode Island. Brzy se stal soudcem a občas také působil jako předseda Poslanecké sněmovny a předseda městské rady Scituate. Nebyl aktivní jen v občanských záležitostech, byl také majitelem slévárny železa a byl úspěšným obchodníkem. V květnu 1747 byl Hopkins jmenován soudcem Nejvyššího soudu v Rhode Island a v roce 1751 se stal třetím hlavním soudcem tohoto orgánu. V roce 1755 byl zvolen do svého prvního funkčního období jako guvernér kolonie a sloužil v této funkci devět z následujících 15 let.
Hopkins podepsal Deklaraci nezávislosti v létě 1776 se zhoršující se obrnou v ruce. Podepsal to tak, že držel pravou ruku levou a řekl: „Moje ruka se chvěje, ale mé srdce ne.“ Pracoval v Continental Congress až do září 1776, když ho zradilo zdraví. On byl velký podporovatel "College of the English Colony of Rhode Island and Providence Plantations", vysoké školy v Rhode Islandu, pojmenované "Brown University" a stal se prvním kancléřem této instituce. Zemřel v Providence v roce 1785 ve věku 78 let a je zde pohřben na North Burial Ground. Hopkins je nazýván největším státníkem tohoto státu.

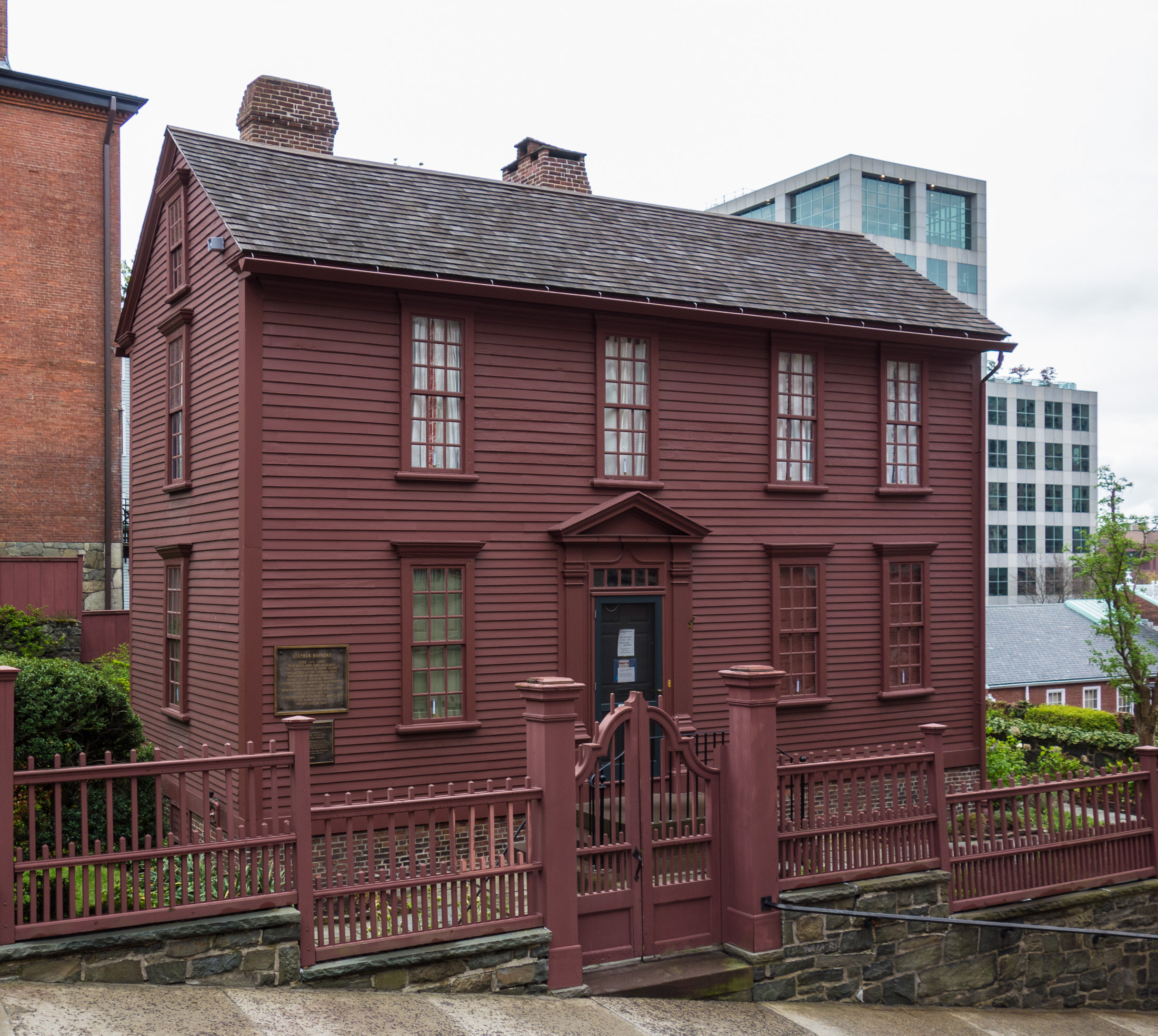
Dům guvernéra S. Hopkinse

## Odkaz
V září 1776 špatné zdraví donutilo Hopkins odstoupit z kontinentálního kongresu a vrátit se do svého domova do Rhode Island, ačkoli zůstal aktivním členem generálního shromáždění státu Rhode Island v letech 1777 až 1779. Zemřel ve svém domě v Providence 13. července, 1785, ve věku 78 let a je zde pohřben. Hopkins pomohl založit knihovnu, společnost Providence Library Company v roce 1753 a byl členem Filozofické společnosti v Newportu. Město Hopkinton v Rhode Island bylo později pojmenováno po něm. Americká válečná loď SS Stephen Hopkins, pojmenovaná na jeho počest, byla také první americkou lodí, která potopila německou válečnou loď ve druhé světové válce.